# ديفيد تومسون (مغني)
ديفيد تومسون هو مغني وكاتب أغاني كندي، ولد في 4 أبريل 1950، وتوفي في 9 نوفمبر 2010 في أيلمير في كندا.